# Datasoft

Logo da empresa

Datasoft, Inc. (também escrita como DataSoft e Data Soft) foi uma desenvolvedora e editora de softwares para computadores domésticos
fundada em 1980 por Patrick Ketchum e sediada em Chatsworth, Califórnia.[carece de fontes?] A empresa publicou principalmente videogames, incluindo portes para jogos de arcade, jogos baseados em filmes e programas de TV licenciados e jogos originais. Assim como a concorrente Synapse Software, a Datasoft também publicou outros softwares: Ferramentas de desenvolvimento, processadores de texto e utilitários. Um desses programas, o Text Wizard, escrito por William Robinson e publicado pela Datasoft quando ele tinha 16 anos, foi a base para o AtariWriter. A Datasoft inicialmente tinha como foco a família Atari de 8 bits, o Apple II e o TRS-80 Color Computer, expandindo depois para o Commodore 64, o IBM PC, o Atari ST e o Amiga. A partir de 1983, uma linha de softwares de baixo custo foi publicada sob o nome de Gentry Software.
A Datasoft entrou em falência, e seu nome e ativos foram adquiridos por dois executivos da companhia, Samuel L. Poole e Ted Hoffman em 1984.[carece de fontes?] Após isso, ela foi renomeada como IntelliCreations e permaneceu distribuindo os jogos da antiga Datasoft. Em agosto de 1988, a Software Toolworks assumiu a empresa e logo em seguida iniciou sua liquidação.

## Softwares

### Jogos
1982
- Canyon Climber
- Clowns and Balloons
- Dung Beetles
- Pacific Coast Highway
- Shooting Arcade
- The Sands of Egypt

1983
- Genesis
- Juno First, porte de arcade
- Moon Shuttle, porte de arcade
- Nibbler, porte de arcade
- O'Riley's Mine
- Pooyan, porte de arcade
- Zaxxon, porte de arcade

1984
- Conan
- Bruce Lee
- Lost Tomb, porte de arcade
- The Dallas Quest
- Mancopter
- Mr. Do!, porte de arcade
- Pac-Man, porte de arcade
- Pole Position, porte de arcade

1985
- Alternate Reality: The City
- The Goonies
- Tomahawk
- Zorro

1986
- Crosscheck
- Mercenary
- Mind Pursuit

1987
- 221B Baker Street
- Alternate Reality: The Dungeon
- Bismarck
- Black Magic
- Dark Lord
- Force 7
- Gunslinger[4]
- Saracen

1988
- Napoleon in Russia: Borodino 1812 (MS-DOS)

### Educativos
- Bishop's Square / Maxwell's Demon (1982)[5]

### Processamento de texto
- Text Wizard (1981)
- Spell Wizard (1982)
- Letter Wizard (1984)

### Outros softwares
- Micro-Painter (1982)[6]